# Flanders Darts Trophy
De Flanders Darts Trophy is een Belgisch dartstoernooi dat onderdeel uitmaakt van de PDC European Tour. Het toernooi werd voor het eerst gehouden van 6-8 september 2024, te Antwerpen. De Flanders Darts Trophy is het tweede toernooi in België dat deel uitmaakt van de PDC European Tour naast het Belgian Darts Open, dat wordt gehouden te Wieze.

## Winnaars Flanders Darts Trophy
| Jaar | Winnaar               | Score | Runner-up                  | Prijzengeld | Winnaar  | Runner-up | Locatie   | Hoofdsponsor             | Bron  |
| ---- | --------------------- | ----- | -------------------------- | ----------- | -------- | --------- | --------- | ------------------------ | ----- |
| 2024 | Dave Chisnall (96.90) | 8 – 6 | Ricardo Pietreczko (95.23) | £ 175.000   | £ 30.000 | £ 12.000  | Antwerpen | Napoleon Sports & Casino | [ 2 ] |
| 2025 |                       | –     |                            | £ 175.000   | £ 30.000 | £ 12.000  | Antwerpen | Blåkläder                |       |

2004 · 2005 · 2006 · 2007 · 2008 · 2009 · 2010 · 2011 · 2012 · 2013 · 2014 · 2015 · 2016 · 2017 · 2018 · 2019 · 2020 · 2021 · 2022 · 2023 · 2024 · 2025
2024